# Огненный шторм (фильм)
«Огненный шторм» (англ. Firestorm) — американский художественный фильм 1998 года в жанре боевика с Хоуи Лонгом и Уильямом Форсайтом в главных ролях.

## Сюжет
Джесси Грэйвз назначен командиром элитного отряда пожарных, которых называют пожарным десантом и которые тушат в недоступных для наземных сил местах, охваченные лесными пожарами. Во время крупных лесных пожаров, к тушению привлекают заключённых, совершивших мелкие преступления. В это же время убийца и грабитель Рэндел Шей придумывает план побега: подстроив пожар, совершить побег во время его тушения со своей группой сообщников. Но плану мешает то, что Шей слишком опасный преступник, чтобы привлекать его к таким работам.

## В ролях
- Хоуи Лонг —  Джесси Грейвс
- Уильям Форсайт — Рэндалл Александр Шэй
- Скотт Гленн — Винт Перкинс
- Сьюзи Эмис — Дженнифер, орнитолог
- Кристиана Хирт — Моника
- Гарвин Сэнфорд — Пит
- Себастьян Спенс — «Ковбой»
- Майкл Грейес — Энди
- Барри Пеппер — Паркер
- Владимир Кулич — Кэрдж
- Джонатон Янг — Шерман

## Интересные факты
- Скотт Гленн, уже играл пожарного в фильме «Обратная тяга», где по совпадению, как и в этом фильме был поджигателем.